# Vlag van Swaziland

Vlag van Swaziland (ratio 2:3)

De vlag van Swaziland is in gebruik sinds 6 oktober 1968, exact een maand nadat het land onafhankelijk werd van Groot-Brittannië.
Het meest in het oog springende gedeelte van de vlag is een schild met twee speren. Deze symboliseren de zelfstandigheid van het land, alsmede de potentie om te strijden tegen eventuele vijanden. De kleuren van het schild zijn zwart en wit en staan voor de vreedzame wijze waarop zwarte en blanke mensen in Swaziland samen leven.
Het rood in de vlag staat voor de veldslagen die de bevolking van Swaziland vroeger heeft gestreden en het geel voor de natuurlijke hulpbronnen van het land. Het blauw staat voor vrede en stabiliteit.
De vlag is gebaseerd op een vlag die opperhoofdman (en later koning) Sobhuza II in 1941 aan een legerkorps toekende. Op 25 april 1967, de dag waarop de koning de eed aflegde, werd de vlag voor het eerst gehesen. Het College of Arms in Londen registreerde de vlag op 30 oktober 1967. Op deze dag werd de vlag voor het eerst officieel gehesen. Deze vlag werd (na enkele kleine aanpassingen) de vlag van het sinds 6 september 1968 onafhankelijke koninkrijk Swaziland.

Vlag van Swaziland 1890-1894
Vlag van Swaziland 1894-1902
Vlag van koning Mswati III van Swaziland